# Домашевич Володимир Максимович
Володимир Максимович Домаше́вич (нар. 17 лютого 1928, Водятина — пом. 30 квітня 2014, Мінськ) — білоруський письменник; член Спілки письменників СРСР з 1962 року. Заслужений працівник культури Республіки Білорусь з 1992 року, лауреат Літературної премії імені Івана Мележа за 1992 рік.

## Біографія
Народився 17 лютого 1928 року у селі Водятині Барановицького повіту Новогрудського воєводства Польської Республіки (нині Ляховицький район Берестейської області, Білорусь) в селянській сім'ї. 1953 року закінчив філологічний факультет Білоруського державного університету.
Упродовж 1953—1967 років працював у білоруських видавництвах «Народна освіта», «Білорусь». Почав друкуватися з 1958 року. Працював на білоруському радіо у 1965 році; у 1967—1972 роках — літературний працівник у журналі «Полымя»; у 1973—1977 роках — завідував відділом прози журналу «Маладость», був редактором видавництва «Мистецька література» у 1977 році. З 1978 до 1988 року завідував відділом прози журналу «Маладость».
Помер у Мінську 30 квітня 2014 року.

## Творчість
Автор багатьох книг оповідань, романів, есе. Основні теми творчості — життя селянства у колишній Західній Білорусії в минулому, боротьба радянського народу у німецько-радянській війні, відбудова народного господарства в перші повоєнні роки, сьогодення Білорусі. Його перу належать:
- повість-хроніка «Порохом пахла земля» (1975; про життєвий і бойовий шлях воїна Червоної армії від часу визволення Західної Білорусії до дня Перемоги);
- повість «Німфа» (1979);
- повість «Кожний четвертий» (1983);

збірки оповіданнь
- «Поміж двох вогнів» (1963);
- «Пробудження» (1968);
- «У лабіринті вулиць» (1979).

На українську мову перекладено «Поєдинок серед жита» в книзі: Білоруське радянське оповідання. Київ, 1979.